# Ејми Понд
Амелија „Ејми” Понд (енгл. Amelia "Amy" Pond) измишљени је лик у британској научнофантастичној телевизијској серији Доктор Ху. Ејми је сапутница протагонисте серије Доктора у његовој једанаестој инкарнацији коју је играо Мет Смит. Појављује се у програму од петог (2010) до средине седмог серијала (2012). Гиланова се вратила на кратко у Смитовој последњој епизоди „Време Доктора”.
Доктор је упознао Ејми када је имала око седам година (коју је глумила Кејтлин Блеквуд) и била узнемирена због пукотине у свом зиду. Он је обећао да ће се вратити усамљеној девојчици за пет минута и повести је са собом у ТАРДИС-у, али се случајно вратио дванаест година касније до кад је одрасла Ејми постала скептична према свом „измишљеном пријатељу”. Међутим, она је на крају одлучила да путује са њим, а двојцу се касније придружио њен вереник Рори Вилијамс (Артур Дарвил). Ејми и Рори су се венчавали на крају петог серијала. У шестом серијалу, Ејми је родила њихову ћерку Мелоди Понд за коју се открило да је лик (из четвртог серијала) Ривер Сонг (Алекс Кингстон).

## Појављивања

### Телевизија
Амелија Понд се први пут појавила у првој епизоди петог серијала (2010), „Једанаести час”, као седмогодишња девојчица која живи само са својом тетком када се Доктор (Мет Смит) једне ноћи срушио у њено двориште. Она га је замолила да истражи необичну пукотину у њеном зиду, али њега је том приликом прекинуло упозорење из ТАРДИС-а. Обећава Амелији да ће се вратити за пет минута, али нехотице касни дванаест година. У међувремену, Амелијина породица и пријатељи верују да је Доктор само њен измишљени пријатељ. Њено наваљивање да је он стваран доводи до тога да је лече психијатри. Када се Доктор вратио, Ејми има деветнаест година и ради као кисограм. Она му помаже да спаси Земљу од галактичке полиције Атраксија, а када се он вратио две године касније, она почиње да путује са њим као његова сапутница. На крају епизоде „Месо и камен”, Ејми открива да су напустили Земљу уочи њеног брака са Роријем Вилијамсом (Артур Дарвил) и покушава да заведе Доктора. Доктор проналази Рорија и води њега и Ејми у Венецију из 16. века на планирани романтични састанак након чега Рори наставља да путује са њима. У епизоди „Ејмин избор”, Ејми је под притиском да разреши своја сукобљена осећања према Доктору и Рорију и схвата дубину своје љубави према потоњем. На крају ешизоде „Хладна крв”, Рорија убија Силуријанац, а затим га пукотине у универзуму бришу из историје. Пошто је он део Ејмине временске линије, она губи сва сећања на њега. Доктор води Ејми у Француску из 19. века да умањи сопствену кривицу због Роријевог губитка и она успоставља блиско пријатељство са славним сликаром Винсентом ван Гогом (Тони Каран).
У завршници петог серијала, „Отварање Пандорике”/„Велики прасак”, Рори се поново појављује 102. године нове ере као римски центурион. Он покреће Ејмина сећања, али како се она сећа, открива се да је центурион Рори заправо Отонац — двојник од живе пластике — створен из Ејминих сећања да би помогао да се ухвати Доктор. Роријева свест покушава да се бори против свог програмирања, али он је приморан да пуца и убије је. Ејмино тело се одржава у животу у Пандорици, посебном затвору намењеном да ухвати Доктора. Отонац Рори га штити следећих 2000 година. Доктор схвата да је Ејми повезана са пукотинама у универзуму које су настале услед временског праска на дан њеног венчања. Он јој каже да су њени родитељи избрисани због пукотине у њеном зиду и позива је да их се сети. Пошто је искористио Пандорику да поново покрене универзум, Доктор се враћа кроз своју временску линију и успева да унесе успомене у Ејми из ТАРДИС-а. Ејми се буди на дан свог венчања у временском току у којој су њени родитељи поново део стварности и удаје се за обновљеног Рорија. Њена сећања су побуђена дневником у облику ТАРДИС-а који јој је Ривер Сонг (Алекс Кингстон) оставила. Када се Ејми сетила Доктора, он се враћа у стварност. У серијалу Смрт доктора у Авантурама Саре Џејн помиње се да је Доктор оставио Ејми и Рорија на „планети за медени месец”, а њих двоје настављају свој медени месец на међузвезданом крузеру који Доктор спашава од рушења на насељену планету.
Шести серијал (2011) почиње са Ејми и Роријем који живе нормалним домаћим животом. Добијају анонимни позив у пустињу у Јути где се поново сусрећу са Доктором — који је скоро две стотине година старији откако су се последњи пут срели — и Ривер Сонг, која је такође добила позивницу. Ејми сведочи Докторовој погибији од руке астронаута у свемирском оделу мисије Аполо, али они откривају да је Доктор позвао и млађу варијанту себе са којом путују у Вашингтон 1969. године да истраже чудне догађаје који међу којима су и Тишине, ванземаљска врста која се не може запамтити пошто се сретне. Док је била тамо, Ејми обавештава Доктора да је трудна пре него што је покушала да упуца девојчицу у Аполо свемирском оделу, верујући да ће је то спречити да убије будућег Доктора. У девојчициној соби у сиротишту, Ејми проналази чудне слике себе како држи новорођену бебу. Када Доктор испита Ејми о трудноћи, она тврди да је погрешила, а даља Докторова истрага не даје резултате. Током својих пустоловина, Ејми муче чудна виђења жене која носи повез (Френсис Барбер) која се спорадично појављује само њој.У епизоди „Скоро људи” откривено је да Ејми представљена (на екрану), која је тврдила да није трудна, заправо Џенџер – двојница анимиране стварности Ејмине свести – док је права Ејми у заробљеништву жене са повезом и на порођају. У епизоди „Добар човек иде у рат”, њену бебу — по имену Мелоди Понд — отима жена са повезом, Мадам Коваријан, која је обучава да једног дана убије Доктора. Ривер Сонг тада стиже и говори Ејми да је она заправо одрасла Мелоди.
Флешбек у епизоди „Хајде да убијемо Хитлера” представља Ејмину и Роријеву пријатељицу из детињства, Мелс (Нина Таусен-Вајт). Као тинејџерка, Мелс је била та која је истакла да је Рори већ неко време био заљубљен у Ејми, што је довело до тога да се њих двоје забављају. У садашњости, Мелс отима ТАРДИС и усмерава га на 1939. годину, где је упуцава Хитлера (Алберт Велинг), након чега се регенерише у Ривер Сонг, откривајући да је Ејми одрасла заједно са својом ћерком коју је Тишина обучила да убије Доктора. Доктор касније наговара Ејми да пусти своју одраслу ћерку да сама себи прави пут у животу. У епизоди „Девојка која је чекала”, Ејми се одваја од Доктора и Рорија у карантинском објекту на једној планети и живи сама 36 година пре него што су се они вратили. Доктор жели да се врати у прошлост како би спасио млађу Ејми, али старија Ејми наваљује да одведу обе. Међутим, Доктор зна да ТАРДИС неће прихватити парадокс и приморан је да остави старију Ејми. У „Божјем комплексу”, Доктор разбија Ејмину веру у њега пошто је открио да су заробљени у затвору због бића које убија хранећи се вером. На крају те епизоде, не желећи даље да ризикује њихове животе, он се растаје са њом и Роријем пошто им је оставио кућу и аутомобил. Ејми се накратко појавила у „Времену затварања”, где је приказано да је постала манекенка, позната по парфемској кампањи са слоганом „За девојку која је уморна од чекања”. Завршница шестог серијала „Венчање Ривер Сонг” приказује алтернативни универзум који је створила Ривер која одбија да убије Доктора у Јути, као што је раније приказано. Ејми води тајну организацију која се бори против Тишина. Она поново уједињује Доктора са Ривер и касније убија Мадам Коваријан јер је отела Мелоди и лишила је подизања бебе. Пошто је историја обновљена, Ривер посећује Ејми и открива да је Доктор лажирао своју смрт.  На крају божићног специјала из 2011. године, Доктор се враћа код Ејми и Рорија две године касније (у њихово време) и са њима вечера за Божић.
Епизода седмог серијала „Уточиште Далека” (2012) приказује Ејми, која још увек ради као манекенка, како потписује папире за свој и Роријев развод. У епизоди, Доктор планира помирење између њих двоје током задатка, омогућавајући им да разговарају о својим осећањима једно према другом. Откривено је да је Ејми напустила Рорија јер је остала неплодна од епизоде „Добар човек иде у рат”, будући да је знала да он жели децу. Пар наставља да путује са Доктором у мале авантуре у епизодама „Диносауруси на свемирском броду” и „Граду званом Милост”, али на крају свако од њих одлази да би се вратио свом нормалном животу. У „Моћи троје”, Ејми каже да је Доктор био у њеном и Роријевом животу десет година, а она сада ради као новинарка. Пар схвата да мора да бира између свог нормалног живота и живота са Доктором. Они су склони да изаберу прво, али их Роријев отац Брајан (Марк Вилијамс) охрабрује да наставе да путује са Доктором. Њихова следећа пустоловина „Анђели заузимају Менхетн” је њихова последња. У овој причи, Ејми и Рорију прете зли Уплакани анђели чији ће их додир послати у далеку прошлост да умру сами. Пошто су били сведоци ове могућности, они покушавају самоубиство, стварајући парадокс који уништава све осим једног Анђела, али такође чини област трајно ван граница Докторовог ТАРДИС-а. У садашњости, један преживели Анђео шаље Рорија назад у прошлост, а знајући да га Доктор не може вратити, Ејми дозвољава Анђелу да и њу додирне како би она могла да буде са њим. Надгробни споменици на њујоршком гробљу откривају да је Рори умро у 82. години, а Ејми у 87. Ривер организује да Ејми остави Доктору поруку у поговору једног петпарачког романа из 1930-их, где каже да је срећна са Роријем и да се брину да ли Доктор путује сам. „П.С.”, додатак у виду мини-епизоде заснован на изворном сценарију за ову епизоду, показује да су Рори и Ејми усвојили сина 1946. године и назвали га Ентони Брајан Вилијамс. Гиланова је поновила своју улогу у „Времену Доктора” (2013), у којој Мет Смит напушта серију. Током регенерације, Једанаестом Доктору су се привиђале слике младе Амелије Понд на свом ТАРДИС-у, а потом и одрасле Ејми која се приближила и коначно рекла збогом.
У посебној причи поводом 60. годишњице, „Кикот”, Творац Играчака приказује Ејми као марионету поред Кларе Освалд и Бил Потс, ругајући се Доктору подсећајући га на сапутнике који су помрли док су путовали са њим.

### Други медији
Поред телевизијских серија, Ејми се појавила у неколико романа о Доктору Хуу, аудио драма и стрипова са BBC-јевом лиценцом. Први сет одговарајућих пустоловних романа нове серије — Аполо 23, Ноћ људи и Заборављена војска — објављен је у априлу 2010. и укључује искључиво Једанаестог Доктора и Ејми. Следећи комплет — који се састоји од Нуклеарног времена, Краљевог змаја и Гламурозне потере — објављен је у јулу 2010. и укључује Доктора, Ејми и Рорија. У дужем делу Мајкла Муркока Долазак Терафила, који се дешава у време када је у петом серијалу Рори био одсутан, Ејми је запросио један од ликова кога она одбија. У априлу 2011. објављен је још један комплет пустоловина из нове серије како би одговарао путовањима Ејми и Рорија у шестом серијалу, који садржи Смрт зиме, Пут кроз шуму и Ловачки Месец. Следећи серијал од три књиге објављен је у јуну. У септембру је објављен још један дужи роман Тихе звезде пролазе у којем се тројац суочава са Леденим ратницима. Поред тога, Ејми се појављује јединствено поред Доктора у четири књиге серијала „Одлучи своју судбину” из 2010. године, као и поред Рорија у шест књига о пустоловним поглављима „2у1”. Њих троје се такође појављују у новели Магија анђела.
Ејми, Рори и Доктор се појављују у низу стрипова Асимилација2, издавачке куће IDW Publishing, објављиваном од маја до децембра 2012. године, који представља укрштање између Доктора Хуа и серије Звездане стазе: Следећа генерација. Они се удружују са посадом УСС Ентерпрајза-Д да би зауставили савез између Боргова и Киберљуди. Ејми и Рори се накратко појављују у мини серији „Затвореници времена”, где се придружују другим претходним сапутницима и верзијама Доктора у борби против главних негативаца серије. Током битке са неким Отонцима, Једанаести Доктор их упознаје са Кларом Освалд.
Ејми Понд се појавила у неколико Доктор Ху видео-игара. Глас јој је позајмила Гиланова, а појављује се у свих пет епизода игре Doctor Who: The Adventure Games, које су биле рекламиране као додатне епизоде. Виртуелни лик је створен коришћењем ротоскопа Гиланиних покрета. Она се такође појавила, а глас јој је дала Гиланова, у видео-играма Doctor Who: Evacuation Earth 2010. и Doctor Who: Return to Earth, направљеним за DS и Nintendo Wii. Ејми се такође појављује у видео-игри за паметне телефоне Doctor Who: The Mazes of Time.

## Карактеризација

### Креација и кастинг
Име лика смислио је извршни продуцент и главни сценариста Доктора Хуа Стивен Мофат. Мофат је одабрао презиме „Понд” да би створио везу између Ејми и Ривер Сонг, за коју би се открило да је Ејмина ћерка. Мофатов претходник Расел Т Дејвис изјавио је у интервјуу за часопис Dose: „Дуго смо се уздржавали од сапутника тако да ћете бити награђени сјајним, великим, снажним ликом у Ејми Понд када буде стигла и мислим да је тај план био добар.”
Кастинг директор Енди Прајор предложио је Гиланову Мофату након њеног наступа у епизоди четвртог серијала, „Ватре Помпеје”, у којој је играла пророчицу, али Мофат је првобитно сматрао да је Гиланова „слаба и здепаста”. Касније је, међутим, изјавио да је „управо она била прави избор за улогу”, иако је лик приказала другачије од онога како ју је Мофат првобитно написао. Гиланова је наводно била последња на аудицији за ту улогу и истакла се јер је била „мало чуднија” од осталих. Мофат је рекао о кастингу: „Видели смо неке невероватне глумице за ову улогу, али када је Карен ушла на врата, игра је била завршена — била је смешна, паметна, прелепа и секси. Или шкотска, што је бржи начин да то кажете. Генерација малих девојчица ће желети да буду попут ње. Извршни продуцент Доктора Хуа и шеф драмског одељења BBC Wales-а Пирс Венгер се сложио: „Знали смо да је Карен савршена за улогу чим смо је видели. Унела је енергију и узбуђење у улогу, што је било фантастично.” Гиланова је била свесна серије, али није била њена велика обожаватељка као њена мајка, јер се није приказивала док је одрастала. Међутим, погледала је неке епизоде са својом мајком пошто се серија вратила 2005. године, а такође је била обожаватељка других научно-фантастичних серија као што су Досије икс, На граници могућег, Звездане стазе: Следећа генерација и Звездане стазе: Војаџер.
Гиланова је била на аудицији за улогу са својим матерњим шкотским и енглеским нагласком, а пошто је добила улогу одлучено је да ће Ејми бити Шкотланђанка. Гиланова је прокоментарисала да осећа да шкотски нагласак боље пристаје њеном лику. Млађа верзија Ејми, позната као „Амелија”, појављује се у неколико епизода. Амелију је играла Гиланина десетогодишња рођака Кејтлин Блеквуд. Иако се две глумице нису упознале све до снимања серије, Гиланова је препоручила Блеквудову за ту улогу. Блеквудова је, међутим, ипак морала прво да прође ригорозне аудиције. Блеквудова и Гиланова су успеле да глуме заједно у „Великом праску”, што је Гиланова у почетку сматрала „чудним”, иако су се две глумице брзо навикле на то.

### Личност и улога у причи
„То је оно што највише волим код играња овог лика, јер она није само лик. Знамо каква је она, и то је њена прича у серији. Видимо како јој се цео живот одвија. То је оно што толико волим код ње. Надам се да се мења. Била је прилично саркастична у [петој сезони]... јер је унутра увек била као дете, како јој је једно од чудовишта једном рекло. И онда видимо како се универзум поново покреће, па има две различите верзије стварности, што значи да је и даље мало збуњена, али је много смиренија као особа, јер је у једној стварности имала нормално одрастање. Удата је и има дете.”

Карен Гилан
Гиланова је изјавила да је кад је „прочитала прву епизоду била потпуно одушевљена [серијом] и ликом. Ејми је дрска дама, забавна и страствена, а њен однос са Доктором има заиста занимљиву динамику”. Гиланова је веровала да је Доктор и даље видео Ејми као исту седмогодишњу девојчицу коју је упознао и описао је њихов однос као однос брата и сестре, при чему се Ејми понекад понашала као „досадна мала сестра”. Такође није желела да Ејми, као претходни сапутници, стоји унаоколо „у страхопоштовању од Доктора све време” или да „тумара около” док он није био ту. Ејми би „радила своје, било да се бори против чудовишта у чудним новим световима или само да настави са својим животом у сопственом селу”. Током свог првог серијала, Гиланова је желела да се Ејми понаша „као дете у телу одрасле особе” јер није правилно одрасла. Чини се да је опрезнија јер „не воли да показује своја осећања пошто жели да буде јака”. Међутим, она почиње свој други серијал као сталоженија особа и показује више осећања, поготово после рођења своје ћерке.
Гиланова је имала значајан допринос у Ејмином костиму, као и у њеној фризури и шминки. У првој епизоди, костимограф Реј Холман је изјавио да Ејмин идентитет није јасан и да је касније носила сопствену одећу. Гиланова је мислила да Ејми има унутрашње самопоуздање да носи одећу која би показивала „мало коже с времена на време”. Рекла је да је испробала многе ствари, али када је реч о кратким сукњама, она је „само мислила да је то исправно” и показала да је Ејми „удобна и самоуверена у свом изгледу”. Веровала је да сукње одражавају оно што младе жене обично носе у њеним годинама. Извршни продуцент Пирс Венгер је такође приметио да Ејмина пилотска јакна из 1970-их, коју носи „прилично често”, одражава да је Гиланова била „рођена пустоловка” и да је Ејми развила љубав према путовањима и пустоловинама. У шестом серијалу, Ејми носи више фармерки и дужих панталона; Гиланова је изјавила да „постаје мало више дечачка како постаје све више акциона девојка”. Ејми никада не носи штикле јер је Гиланова желела да њена обућа буде функционална за спасавање света.
Пошто се Доктор случајно вратио по њу тек дванаест година касније, Ејми је одрасла у другачију особу него што би то иначе постала. Постала је „цинична” и „неповерљива” након што се Доктор није вратио како је обећао, па је била приморана да поверује да је он био само њен измишљени пријатељ и прибегла је томе да буде „тврда”. Мофат је теоретисао да би Ејми искалила свој бес на Рорију и да би била „злобна” у вези са стварима као што су Деда Мраз и Зубић вила. Њена друга епизода, „Звер испод”, требало је да уведе Ејми у улогу Докторове сапутнице и да утврди колико му је она потребна. Иако је Ејми убрзо покушала да заведе Доктора, Мофат је веровао да је то у складу са циничним ликом који је изградио. То је такође био одраз како су њих двоје управо побегли од смрти и заједно провели тешко време, као и Ејмине склоности да ради ствари „у жару тренутка”. У „Ејмином избору”, који је требало да изазове Докторов однос са Ејми, Рори умире у алтернативном универзуму што је био резултат психичког полена који је ушао у ТАРДИС. Тада Ејми заиста схвата своја осећања према Рорију. Као првенствени део приче серије, Рори званично умире и бива избрисан из историје и Ејминог сећања. Иако се Рори касније враћа, он је Отонац двојник који је убија, што је одражавало Мофатово уверење да се све добре љубавне приче завршавају трагедијом. Крај „Великог праска”, у којем Ејми устаје на својој свадби и изјављује да је Доктор стваран, био је Докторов успех у враћању Ејми духу девојке коју је први пут срео.
Мофат је од почетка намеравао да се Ејми и Рори венчају. Гиланова је изјавила: „Оно што волим код тог односа је то што смо стварно видели како се развија до тачке где су били срећни заједно. Јер смо почели у тренутку када Ејми није желела да се обавеже према њему, а он је апсолутно желео, и то нам је дало правац, уместо да су одмах били срећни заједно. Тако да је било занимљиво и еволуирало је, а Рори је заиста постао херој у том процесу.” Била је задовољна што је публика могла да види како се Ејмин живот „проширује”, почевши од детињства и кроз њен брак и ћерку. Гиланова је изјавила да ће је последице епизоде „Добар човек иде у рат” „у великој мери променити на дуге стазе и мислим да ћемо видети Ејми у заиста другачијем светлу”. Према Мофатовима речима, до седмог серијала, Ејми и Рори су постали „велемајстори”; толико су навикли да буду Докторови сапутници да, уместо да му се чуде, они се „опходе према њему као према великом детету о коме морају да се брину”.
У децембру 2011. објављено је да ће седми серијал бити последњи за Ејми и Рорија. Раније у новембру, Гиланова је изјавила да, када Ејми оде, она не жели да се враћа у камео улогама, пошто је веровала да ће то „умањити велико, осећајно збогом”. Гиланова је договорила свој одлазак са Мофатом и њих двоје су одлучили како Ејми треба да оде. Гиланова је изјавила да је желела да буде „на врхунцу када је лик био на врхунцу” и да је „[желела] да је види како иде са свиме што жели”. Гиланова се накратко појавила на крају божићног специјала из 2013. године „Време Доктора”, а Ејми Понд се коначно опростила од Једанаестог Доктора непосредно пре него што се он регенерисао, окупљајући глумце Гиланову и Мета Смита на кратак тренутак на крају Смитовог последњег редовног појављивања у улози Доктора.

## Пријем
Са премијером „Једанаестог часа”, два анонимна гледаоца у изјавама за The Telegraph су се жалили да је лик Ејми превише „секси” за породичну серију као што је Доктор Ху. Извршни продуцент Пирс Венгер је изјавио да је Ејми замишљена као „жестока, отворена и помало посебна. Ејми је вероватно најдивљи пратилац са којим је Доктор путовао, али није промискуитетна.” Слично томе, Гевин Фулер, пишући за The Daily Telegraph, критиковао је Ејмине „покушаје завођења Доктора” у епизоди „Месо и камен”, тврдећи да је то „деловало непримерено у односу на уобичајени тон серије” и да „с обзиром на број младих који гледају серију, можда то није била најприкладнија сцена за приказивање.”
Критичари су приметили да се Ејмин лик није много развио током серијала из 2010. године. Ден Мартин из The Guardian-а је у рецензији током средине серијала написао: „Питам се да ли стварно познајем Ејми Понд. Испод дрскости, заводљивости и духовитости, и (неизбежно) сукњи, још увек нисам у потпуности саосећао с њом или схватио шта је покреће.” У рецензији пре последње епизоде, Мартин ју је назвао „открићем”, мада је написао да је понекад „деловала помало једнолично... Али бих све то приписао гостујућим писцима који су реаговали на кратак опис лика који је вероватно гласио само 'жестока црвенокоса'.” Мет Велс из IGN-а делио је слична осећања, пишући: „Упркос Гиланином неоспорном шарму, Пондова је често представљена као претерано дводимензионалан лик, што је доводило до осетљивог, понекад иритантног наступа. То што је остала потпуно занимљива током целог серијала дугујемо Гиланиним способностима и сјајној хемији са Смитом, али без позадинске приче (премда намерно), било је тешко стварно се везати за њен лик.” Пол Кертон са Zap2it-а, међутим, у рецензији „Једанаестог часа” написао је да је „бриљантно изведено увођење Ејми у серију оставило јак утисак. Њен лик након само једне епизоде већ има дубину.” Тереза Џусино са веб-сајта Tor.com била је позитивнија према Ејми у петом серијалу, пишући да је исто толико „способна, интелигентна и брзомислећа” колико је била и склона грешкама, што ју је чинило пријемчивом и „успешним женским ликом.”
Крис Хејдон са веб-сајта Den of Geek тврдио је да је Ејми „много више од наводног визуелног мамца како су је многи новинари неправедно описивали, или уопште више од женске људске сапутнице галифрејског Господара времена. Она је много тродимензионалнија и развијенија него што су предрасуде сугерисале.” Такође је похвалио Гиланине глумачке способности и начин на који је њена веза са Роријем помогла да се њен лик „претвори у нешто посебно.” Мајкл Хоган из The Daily Telegraph-а сматрао је да је Ејми „једна од најбољих сапутница у обновљеној ери Доктора Хуа, далеко супериорнија од Кетрин Тејт и Фриме Еџимен, једнако сјајна као и Били Пајпер”. Такође је похвалио њен однос са Доктором, рекавши да су били „потпуно уверљиви као најбољи пријатељи”. Патрик Малкерн из часописа Radio Times похвалио је Ејми јер је била „радосно ослобођена... емотивног пртљага који је оптерећивао њене претходнице” и такође је позитивно реаговао на њен покушај завођења Доктора. SFX је Ејми и Рорија прогласио за други најбољи научно-фантастични и фантазијски пар. Године 2012, уочи њеног одласка, Мартин је написао да се Гиланина глума побољшала, постајући мање „збирка особина личности и наглашених реченица” и неко ко је више заокружен. Такође је приметио да је Ејми била јединствена јер јој се толико тога догодило и постала је испреплетена са Докторовим животом, што је омогућило публици да је види како „се развија и мења”.
Кристина Нелис из The Guardian-а тврдила је да је Ејми више служила као реквизит у причи него као снажан женски лик, наводећи важност њеног рађања Ривер Сонг. Чарли Џејн Андерс са блога io9, иако је била позитивна према њеној вези са Роријем, сматрала је да је Ејми и даље „помало налик на цртани лик” у „Венчању Ривер Сонг”, верујући да њено убиство Мадам Коваријан „није замена” за суочавање са оним што је Коваријанова урадила њеном детету.
Лик је постао део популарне културе. У епизоди „Девојка из суседства” (2011) из седме сезоне америчке серије Ловци на натприродно, лик који глуми Џуел Стејт ради под псеудонимом Ејми Понд. Веб-сајт Digital Spy сматрао је да је референца на Доктора Хуа „помало насумична”, док се IGN-у „свидео” овај омаж.
Гиланова је освојила више од шест награда за улогу Ејми Понд. Године 2010. освојила је награду „Жене године” часописа Cosmopolitan. Године 2011. освојила је SFX награду,  награду, а 2012. године је освојила Националну телевизијску награду. У онлајн анкети са 3.000 учесника, спроведеној крајем 2010. године, Ејми Понд је проглашена за пету најпопуларнију Докторову сапутницу.